# AVIF
AV1圖像檔案格式（英語：AV1 Image File Format，簡稱AVIF）是由開放媒體聯盟（AOM）開發，採用AV1視訊編碼技術壓縮圖像的一種圖像檔案格式，能用來儲存一般的圖像和動態圖像。AVIF和蘋果公司產品所用的HEIC（英語：High-Efficiency Image Container）圖像格式都採用了基於國際標準化組織基本媒體檔案格式的高效率圖檔格式（High Efficiency Image File Format，簡稱HEIF）容器，不過HEIC採用的壓縮技術來自於HEVC/H.265。
在Netflix於2020年的數個測試中，AVIF展現了比JPEG更為優秀的壓縮效率，也保存了更為豐富的細節，幾乎沒有方塊效應，在輪廓分明、色彩鮮豔的天然圖像和材質中有更少的色彩失真。

## 特性
AV1圖像檔案格式（AVIF）具有以下多種特性：
- 支持多種色彩空間，包括了:
  - 高動態範圍影像（HDR）：于ITU BT.2100中定义的，應用了感知量化[4]或混合對數伽瑪的影像传递函數技術，使用BT.2020（英语：Rec. 2020）原色的色彩空间[1]
  - 標準動態範圍影像（英语：Standard-dynamic-range video）（SDR）：sRGB色彩空間、BT.709標準、BT.601標準，或宽色域
  - 由符合ITU-T H.273 和 ISO/IEC 23091-2标准的獨立編碼碼位（英语：Coding-independent code points）（CICP）定义的色彩空間
  - 由ICC色彩特性文件[5]定义的色彩空间
- 支持无损資料壓縮和有损資料壓縮
- 支持8位元、10位元、12位元色彩深度[6]
- 支持單色(透明程度/深度)圖像和多通道圖像
- 支持4:2:0、4:2:2、4:4:4的色度抽样和RGB模式
- 支持底片顆粒（英语：Film grain）[7]
- 支持圖像序列与動畫

## 受支持情况
2018年12月14日Netflix發布第一個副檔名為AVIF的圖像樣本。2020年11月，應用了感知量化（PQ）影像轉移函數技術和BT.2020原色標準的高動態範圍圖像樣本發布。

### 開發工具

#### 程式庫
- libavif （页面存档备份，存于） - 開放媒體聯盟提供的AVIF編碼、解碼程式庫。
- libheif （页面存档备份，存于）
- SAIL
- FFmpeg

#### 軟體
- wavif - 法國程式設計師Cédric Louvrier開發的編碼器。[10][11]

### 内容管理系统
- WordPress 6.5[12]

### 瀏覽器
截止2024年6月，全球93.44%的用戶的瀏覽器能支援AVIF格式。
- Google Chrome - 自2020年8月推出85版，支援全部的AVIF圖像。[14] Google Chrome Android 自版本89始支援AVIF。[15]
- Mozilla Firefox - 自2021年10月推出93版，支援預設的AVIF圖像。[16]
- Safari - 2022年9月蘋果公司推出iOS 16，其搭載的Safari支援AVIF。[17]2022年10月推出的macOS Ventura，其附帶的Safari也提供了AVIF的支援。[18][19]
- Microsoft Edge - 2024年1月推出121版，支援AVIF。[20]

### 圖片檢視器
- XnView MP
- gThumb
- Eye of GNOME
- Loupe
- ImageMagick[21]
- IrfanView（僅能檢視）[22]
- Gwenview[23]
- digiKam 7.7.0 [24]
- ImageGlass
- BandiView
- iOS 16、iPadOS 16和macOS 13的照片app
- 安裝AV1視訊延伸模組（AV1 Video Extension）的Microsoft 照片app

### 影像編輯軟體
- Paint.NET - 自2019年9月提供開啟AVIF檔案的功能，2020年8月更新後能以AVIF格式存檔。[25][26]
- Darktable - 支援AVIF，並提供libavif實作的參考指引。
- GIMP - 自2020年10月支援輸出和輸入AVIF圖檔的功能。[27]
- Honeycam - 自2021年6月22日支援開啟和儲存AVIF。[28]
- Krita - 自2021年12月23日推出5.0版本，支援了AVIF圖檔，包括應用高動態範圍技術的AVIF圖像。[29][30]
- Adobe Illustrator - 自2022年5月推出的新版本支援AVIF圖檔。[31]
- Adobe Lightroom - 發佈於2023年10月的Adobe Lightroom 7.0與Adobe Lightroom Classic 13新增了HDR支持，其中包括以AVIF格式輸出HDR图像的支持 - [32]
- Pixelmator Pro - 自2022年11月推出的3.1版本，提供了對於AVIF圖檔的初步支援。[33]
- 安裝AV1視訊延伸模組的小畫家。

### 作業系統
- Windows - 微軟在2019年5月推出的Windows 10 19H1，對AVIF提供副檔名、小畫家和許多API方面的支援（需要安裝AV1視訊延伸模組）。
- Android - 2021年10月推出的Android 12增加對AVIF的支援，但不會是相機app的預設圖檔格式。[34]
- GNU/Linux - Linux發行版普遍支持AVIF。
- 蘋果平台 - iOS 16、iPadOS 16和macOS 13支持AVIF圖檔。